# Сан-Криштован-де-Ногейра
Сан-Криштован-де-Ногейра (порт. São Cristóvão de Nogueira) — район (фрегезия) в Португалии, входит в округ Визеу. Является составной частью муниципалитета  Синфайнш. По старому административному делению[какому?] входил в провинцию Дору-Литорал. Входит в экономико-статистический субрегион Тамега, который входит в Северный регион. Население составляет 2215 человек на 2001 год. Занимает площадь 18,57 км².
Покровителем района считается Святой Кристован (порт. São Cristóvão).